# Moncley
Moncley és un municipi francès situat al departament del Doubs i a la regió de Borgonya - Franc Comtat. L'any 2007 tenia 331 habitants.

## Demografia

### Població
El 2007 la població de fet de Moncley era de 331 persones. Hi havia 124 famílies de les quals 28 eren unipersonals (16 homes vivint sols i 12 dones vivint soles), 36 parelles sense fills, 52 parelles amb fills i 8 famílies monoparentals amb fills.
La població ha evolucionat segons el següent gràfic:
Habitants censats

### Habitatges
El 2007 hi havia 147 habitatges, 125 eren l'habitatge principal de la família, 17 eren segones residències i 5 estaven desocupats. 123 eren cases i 20 eren apartaments. Dels 125 habitatges principals, 88 estaven ocupats pels seus propietaris, 36 estaven llogats i ocupats pels llogaters i 1 estava cedit a títol gratuït; 6 tenien una cambra, 4 en tenien dues, 15 en tenien tres, 19 en tenien quatre i 81 en tenien cinc o més. 114 habitatges disposaven pel capbaix d'una plaça de pàrquing. A 48 habitatges hi havia un automòbil i a 74 n'hi havia dos o més.

### Piràmide de població
La piràmide de població per edats i sexe el 2009 era:
| Homes | Edats   | Dones |
| ----- | ------- | ----- |
| 0     | 95 o +  | 0     |
| 4     | 90 a 94 | 0     |
| 0     | 85 a 89 | 0     |
| 0     | 80 a 84 | 0     |
| 0     | 75 a 79 | 0     |
| 4     | 70 a 74 | 4     |
| 4     | 65 a 69 | 12    |
| 8     | 60 a 64 | 8     |
| 4     | 55 a 59 | 0     |
| 12    | 50 a 54 | 8     |
| 4     | 45 a 49 | 4     |
| 12    | 40 a 44 | 8     |
| 8     | 35 a 39 | 16    |
| 12    | 30 a 34 | 20    |
| 24    | 25 a 29 | 12    |
| 4     | 20 a 24 | 12    |
| 4     | 15 a 19 | 8     |
| 8     | 10 a 14 | 12    |
| 12    | 5 a 9   | 8     |
| 20    | 0 a 4   | 20    |

## Economia
El 2007 la població en edat de treballar era de 227 persones, 177 eren actives i 50 eren inactives. De les 177 persones actives 169 estaven ocupades (89 homes i 80 dones) i 8 estaven aturades (3 homes i 5 dones). De les 50 persones inactives 11 estaven jubilades, 26 estaven estudiant i 13 estaven classificades com a «altres inactius».

### Ingressos
El 2009 a Moncley hi havia 122 unitats fiscals que integraven 320,5 persones, la mediana anual d'ingressos fiscals per persona era de 20.653 €.

### Activitats econòmiques
Dels 9 establiments que hi havia el 2007, 1 era d'una empresa extractiva, 4 d'empreses de construcció, 1 d'una empresa de comerç i reparació d'automòbils, 1 d'una empresa de transport, 1 d'una empresa immobiliària i 1 d'una empresa de serveis.
Dels 4 establiments de servei als particulars que hi havia el 2009, 1 era un guixaire pintor, 1 fusteria, 1 electricista i 1 saló de bellesa.
L'any 2000 a Moncley hi havia 3 explotacions agrícoles.

## Poblacions més properes
El següent diagrama mostra les poblacions més properes.